# Una de las chicas
Una de las chicas (en inglés Anything for love también llamada Just One of the Girls y He's My Girl II en Alemania o Hungría) es una película de 1993 dirigida por Michael Keusch y protagonizada por Corey Haim y Nicole Eggert.

## Argumento
El verano ha terminado y a los 16 años de edad, Chris (Haim), que es constantemente intimidado por el macarra del instituto, Kurt Stark (Cameron Bancroft), se inscribe en una nueva escuela secundaria. Cansado de ser golpeado, le pide a su padre que le enseñe a luchar. 
Sin embargo, Chris sigue recibiendo el bullying incluso fuera de la escuela. Tras eludir a Kurt en una boutique de ropa poniéndose ropa de mujer, Chris decide convertirse en travesti disfrazándose todos los días de chica y adoptando el pseudónimo de Chrissy. Inicialmente, sus planes solo son vestirse de chica para entrar a la escuela, pero pronto se acostumbra a su rol femenino. Por ejemplo, le gusta ser capaz de llamar "basura" a su torturador que se enamora de él siendo Chrissy. Pero lo que más le gusta de su papel como chica es que puede entablar una relación de amistad con Mary (Eggert), una cheerleader por la que Chris se siente atraído y que, además, es hermana de Kurt. 

## Reparto
| Personaje      | Actor original   | Actor de doblaje (México) | Actor de doblaje (España) |
| -------------- | ---------------- | ------------------------- | ------------------------- |
| Chris Calder   | Corey Haim       | Benjamín Rivera           | Jon Crespo                |
| Marie Stark    | Nicole Eggert    | Ana María Grey            | Desconocida               |
| Louis Calder   | Kevin McNulty    | Salvador Delgado          | Juan Lombardero           |
| Señorita Glatt | Rachel Hayward   | Laura Torres              | Yolanda Pérez Segoviano   |
| Kurt Stark     | Cameron Bancroft | Jorge Roig Jr.            | Desconocido               |
| Lynne          | Molly Parker     | Rossy Aguirre             | Desconocida               |
| Cajera         | Christine Lippa  | Rocío Garcel              | Desconocida               |